# Altiplà Polar

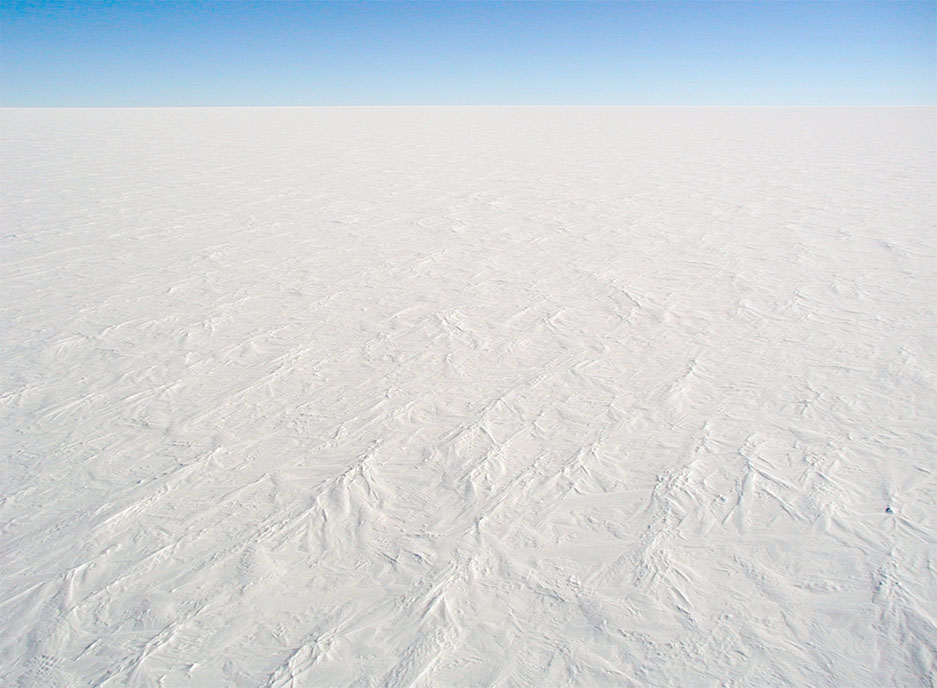
L'alt, pla, i fred entorn de l'Altiplà Antàrtic

L'Altiplà Antàrtic és una gran àrea de l'Antàrtida Oriental, que s'estén en un diàmetre d'uns 1.000 km, i que inclou la regió del pol Sud i l'estació d'Amundsen-Scott. L'altiplà té una elevació mitjana d'uns 3.000 m.

## Exploració
Aquest altiplà va ser vist per primer cop el 1903 durant l'Expedició Discovery a l'Antàrtic, liderada per Robert Falcon Scott. Ernest Shackleton va ser el primer a creuar part d'aquesta planúria el 1909 durant la seva Expedició Nimrod, que va haver de suspendre i tornar enrere pel mal temps quan havia arribat a tan sols 97 milles nàutiques del pol Sud. Shackleton va batejar aquest altiplà com l'altiplà del rei Eduard VII en honor del rei del Regne Unit. Just dos anys més tard (l'últim 1911), l'explorador Noruec Roald Amundsen decidia anomenar-lo altiplà de Haakon VII en honor de l'acabat de nomenar rei noruec Haakon VII, durant el retorn de l'expedició Amundsen del primer viatge al Pol Sud, el desembre de 1911.
L'altiplà Antàrtic va ser observat i fotografiat per primer des de l'aire el 1929 des d'un avió trimotor amb quatre tripulants que realitzava el primer vol sobre el Pol Sud. El pilot principal d'aquest vol era Bernt Balchen, un nadiu de Noruega, i l'explorador i organitzador principal d'aquesta expedició era Richard E. Byrd de Virgínia, un oficial de l'Armada dels Estats Units. Els altres dos membres de la seva tripulació eren el copilot i el fotògraf.

## Clima
Les altes elevacions combinades amb les seves altes latituds, i els seus hiverns obacs extremadament llargs, té com a resultat que les temperatures siguin les més baixes del món en la majoria dels anys (comparable a Sibèria central a l'Hemisferi nord).

## Fauna
Els vents gèlids gairebé continus que bufen a través de l'altiplà Antàrtic, especialment a l'hivern, fan les condicions a l'aire lliure molt inhòspites.
Cap pingüí no viu a la zona perquè no hi ha res per a menjar. Pocs ocells volen sobre l'altiplà Antàrtic a causa de les extremes condicions que provoquen morts per congelació o set. No hi ha cap animal terrestre a l'Antàrtida, amb excepció dels humans i els seus animals de laboratori.